# Hjardemål Klitplantage
Hjardemål Klitplantage er en klitplantage der ligger ved Jammerbugten, øst for Hanstholm, nord for Østerild Klitplantage og sydvest for Lild Klitplantage og Natura 2000-område Natura 2000-område nr. 44 Lild Strand og Lild Strandkær i Thisted Kommune i Thy. Natura 2000-område nr. 23 Vullum Sø grænser op til plantagen mod sydvest.
Området 1.144 hektar i alt, ejes af staten der erhvervede hovedparten i 1911-1920. Plantagen er domineret af nåletræ, især fyrrearter og sitkagran. I og omkring plantagen er der store klithedearealer .